# Ramal Libertador General San Martín-Ibicuy del Ferrocarril General Urquiza
El ramal Libertador General San Martín-Ibicuy (ramal U-E) pertenece al Ferrocarril General Urquiza en Argentina. Se halla íntegramente en la provincia de Entre Ríos dentro del departamento Islas del Ibicuy.

## Historia
En 1906 el Ferrocarril Central de Buenos Aires firmó un convenio con el Ferrocarril Entre Ríos para que las formaciones de este ferrocarril circularan entre Zárate y Buenos Aires por las vías del primero una vez que se lograra la conexión con ferrobarcos desde Puerto Ibicuy. Para poder realizar esta conexión el Ferrocarril Entre Ríos construyó un ramal desde Las Colas -cerca de Gualeguay- hasta Puerto Ibicuy, que fue inaugurado progresivamente: desde Las Colas hasta Enrique Carbó el 10 de octubre de 1906, desde Carbó hasta Médanos el 1 de febrero de 1907, desde Médanos hasta Estación Holt el 27 de diciembre de 1907 y el 15 de marzo de 1908 desde Holt hasta el embarcadero de Puerto Ibicuy pasando el primer tren de cargas en ferrobarco hasta Zárate. El 1 de diciembre de 1909 se inauguró el ramal entre Parera y Carbó.

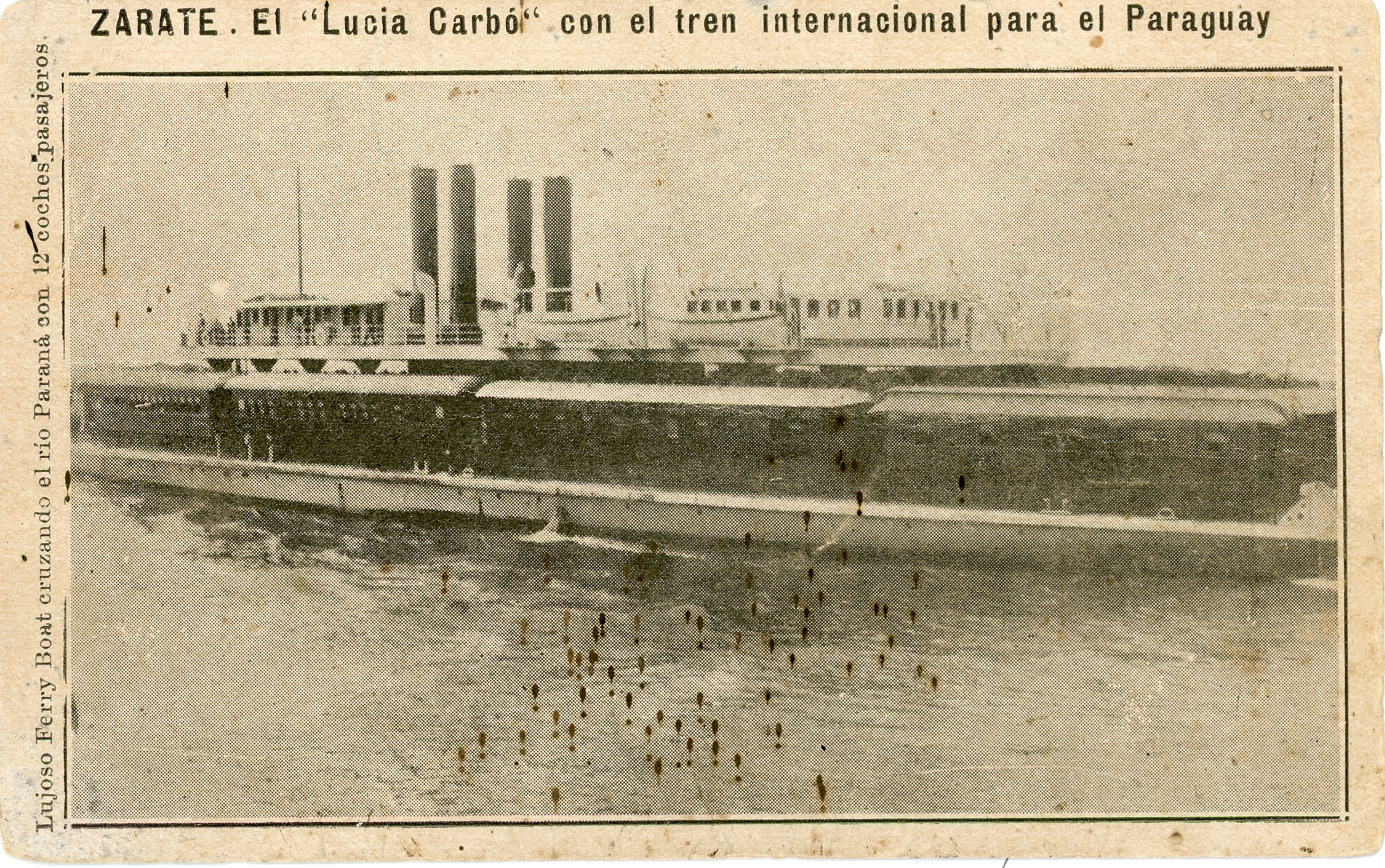
El Lucía Carbó.

Se utilizaron los ferrobarcos Lucía Carbó, Mercedes Lacroze y María Parera adquiridos por el Ferrocarril Entre Ríos con un trayecto de 106 km por el río Paraná de las Palmas que podía acortarse a 80 km cuando la altura del río permitía el paso por la zanja de Mercadal. El 29 de mayo de 1908 cruzó el primer tren con pasajeros realizándose la inauguración oficial. El 26 de junio de 1926 una colisión entre el Mercedes Lacroze y María Parera hizo que este último se hundiera. En 1965 fue incorporado al servicio el ferry Tabaré.
El 5 de mayo de 1929 fue inaugurado el servicio de cargas con ferrobarcos del Ferrocarril Entre Ríos entre el embarcadero de Puerto Ibicuy y un embarcadero en Dock Sud en el Puerto de Buenos Aires, utilizándose los ferrobarcos Carmen Avellaneda, Delfina Mitre y Dolores de Urquiza que hacían el viaje por el río Paraná Guazú y el Río de la Plata. Desde el embarcadero de Dock Sud las vías llegaban al frigorífico Anglo, hasta donde se trasladaba ganado en pie.
El ramal fue parte de la línea troncal del ferrocarril (ramal U-B) hasta que el 14 de diciembre de 1977 fue inaugurado el Complejo Ferrovial Zárate-Brazo Largo finalizando el servicio de ferrobarcos desde Puerto Ibicuy y dejando abandonado este ramal porque se abrió una nueva traza entre Libertador General San Martín y el complejo de puentes.
El ramal quedó nuevamente disponible para el tránsito de trenes de carga a baja velocidad luego de que el gobierno provincial reparara 15 km de vías de acceso al muelle a principios de septiembre de 2009. El 14 de noviembre de 2010 un tren de pasajeros con fines solidarios viajó desde Basavilbaso a Ibicuy. El 4 de abril de 2017 un tren de cargas transitó por el ramal, por lo que se encuentra operativo con tráfico a demanda, a cargo de la empresa estatal Trenes Argentinos Cargas.